# Zsolt Nándor
Zsolt Nándor, született Zahovecz (Esztergom, 1887. május 12. – Budapest, 1936. június 24.) hegedűművész, karmester és zeneszerző.

## Élete
Zenészcsaládba született, apja id. Zsolt (Zahovecz) Nándor hegedűtanár és karnagy, anyja Petróczy Etelka volt. Esztergomban érettségizett, majd hegedűtanulmányait Budapesten a Zeneakadémián folytatta Hubay Jenőnél, zeneszerzés tanára Koessler János volt.
A diploma megszerzése után 1908/9-ben a londoni Queen's Hall Orchestra egyik koncertmestere volt, valamint szólistaként is koncertezett, 1909-ben a londoni Promson a Queen's Hallban Csajkovszkij Hegedűversenyét játszotta, a Queen's Hall Orchestra-t Sir Henry Wood vezényelte. 1914-ben Bécsben, mint karmester lépett fel, majd újból Londonba ment, ahol a háború kitörésekor internálták. 1919-ben tért vissza Budapestre, ahol Hubay felkérésére 1920/21-es tanévtől a Zeneakadémia tanára lett. Hubay mesteriskolájába felkészített növendékei között voltak Lengyel Gabriella, Szécsi Magda, Vaszy Viktor, Végh Sándor és Ney Tibor, emellett 1923-tól őt nevezték ki a Zeneakadémia növendék zenekarának karmesterévé.
1930-ban megalapította a Budapesti Hangversenyzenekart – melynek karnagya, majd tiszteletbeli vezetője lett –, 1934-ben pedig a debreceni MÁV Szimfonikusokat.
Zsolt Nándor nem csak szólistaként, karmesterként és hegedűtanárként volt ismert, hanem zeneszerzőként is, kompozíciói egyik kiadója a londoni Augener & Co. volt. Műveit Magyarországon és külföldön is előadták, 1915. novemberi 15-i számában a The New York Times beszámol David Hochstein koncertjéről, a műsoron Zsolt Nándor Air és Valse c. művei voltak, de Benno Molseiwitsch is műsorra tűzte Zsolt Nándor Toccátáját a Carnegie Hallban 1921. február 23-án adott koncertjén.
1936. június 24-én halt meg Budapesten, sírja az esztergomi szentgyörgymezei temetőben található.
Nevét viseli az esztergomi zeneiskola, emléktáblája a Simor János utca 21. számú ház falán található.

## Művei (válogatás)
- F-dur Romanze hegedűre zongorára op. 1 (1902)
- Hegedűverseny – d-moll  (bemutatója 1906-ban volt az Operaházban)
- Es ragt ins Meer   – Heine versére
- Der erste Verlust  – Goethe versére
- Der schwere Abend  – Lenau versére
- Toccata
- Air
- Valse
- Berceuse
- Elegy
- In chains
- Satyr and Dryade
- Szonáta hegedűre

## Média
- Zathureczky Ede Zsolt Nándor: Odonata című művét adja elő.